# Thamnophis rossmani
Thamnophis rossmani là một loài rắn trong họ Rắn nước. Loài này được Conant mô tả khoa học đầu tiên năm 2000.